# Salvatore Di Natale
Salvatore Di Natale, noto anche come Sasà Di Natale o Sasade (Napoli, 6 agosto 1951), è un poeta italiano.

## Biografia
Giovanissimo lascia la sua città natale con la famiglia per trasferirsi in Tunisia, dove frequenta le scuole francesi. Nel 1965 ritorna a Napoli, dove stringe amicizia con Domenico Rea e Fabrizia Ramondino, e si laurea in letteratura francese e filosofia.
Poeta in vernacolo napoletano, le sue composizioni sono apparse in periodici (come il Quotidiano dei Lavoratori, con lo pseudonimo di Sasade, Il Mattino, Diverse Lingue, Pragma, Il Belli, Dove sta Zazà, Voce della Campania), opere antologiche e plaquettes.
I temi che caratterizzano la sua poesia, filtrati attraverso la lettura dei poeti simbolisti, sono principalmente la solitudine, l'angoscia, il mal di vivere e il distacco dalla società. Un rinnovamento tematico quanto linguistico, che segna uno stacco rispetto alla poesia tradizionale napoletana, investe la sua lirica, tanto che si è parlato di neodialetto. Franco Loi ha scritto che Di Natale e Achille Serrao, prendendo le "distanze dal basic neapolitan, tendono a sottolineare la solitudine individuale, l'angoscia dell'uomo del nostro tempo".
Nel 1984 Walter Siti lo inserisce nella raccolta einaudiana Nuovi poeti italiani 3. È stato incluso anche nell'antologia Poesia dialettale dal Rinascimento a oggi, a cura di Cesare Vivaldi e Giacinto Spagnoletti, e in Coscienza & evanescenza, antologia di poeti degli anni ottanta, a cura di Franco Cavallo.
Francesco Durante lo ha annoverato tra le migliori voci della poesia contemporanea in vernacolo napoletano.

## Opere
- Salvatore Di Natale, Boîtes [raccolta di poesie], in Nuovi poeti italiani 3, introduzione di Walter Siti, Torino, Einaudi, 1984.
- Giacinto Spagnoletti e Cesare Vivaldi (a cura di), Salvatore Di Natale [antologia], in Poesia dialettale dal Rinascimento a oggi: volume secondo, Milano, Garzanti, 1991,  pp. 998-1014.
- Matteo D'Ambrosio (a cura di), La poesia a Napoli [antologia], Napoli, Istituto Italiano di Studi Filosofici, 1992.
- Salvatore Di Natale, Lettera amirosa [poemetto], in F. C. Greco (a cura di), Eduardo e Napoli. Eduardo e l'Europa, Napoli, Edizioni Scientifiche Italiane, 1993.
- (EN) Achille Serrao e Luigi Bonaffini (a cura di), The Bread and the Rose: A Trilingual Anthology of Neapolitan Poetry from the 16th Century to the Present, Ottawa, Legas, 2005,  p. 259.